# Austroplebeia australis
Austroplebeia australis är en biart som först beskrevs av Heinrich Friese 1898.  Austroplebeia australis ingår i släktet Austroplebeia och familjen långtungebin. Inga underarter finns listade.

## Bildgalleri

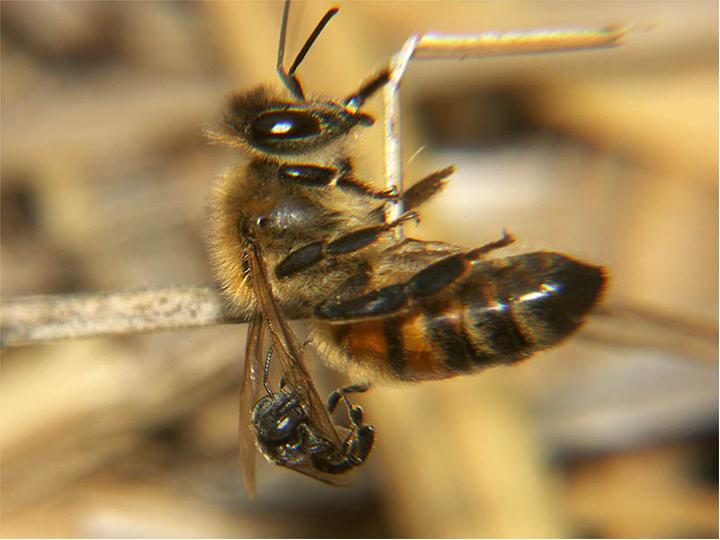
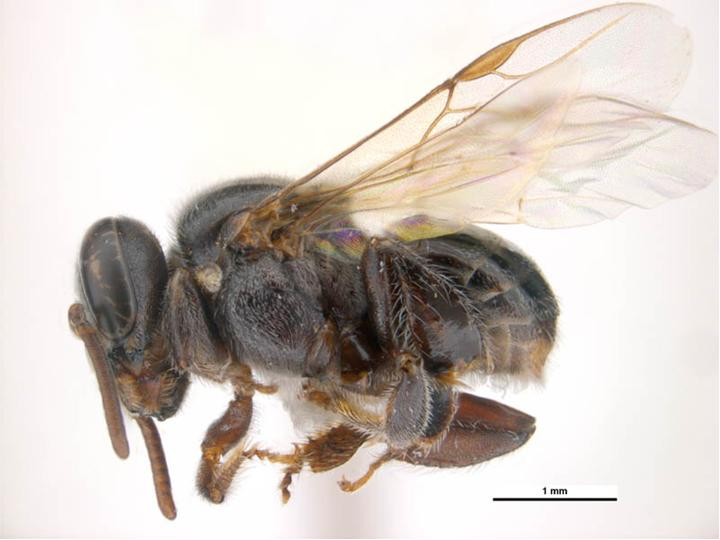
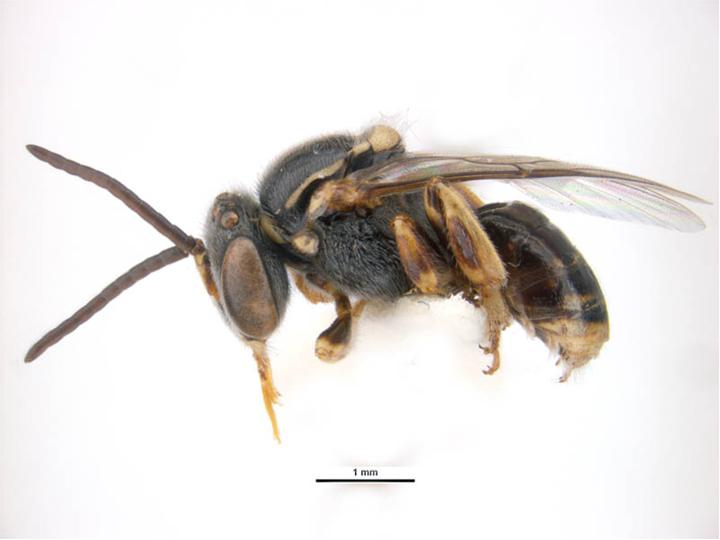
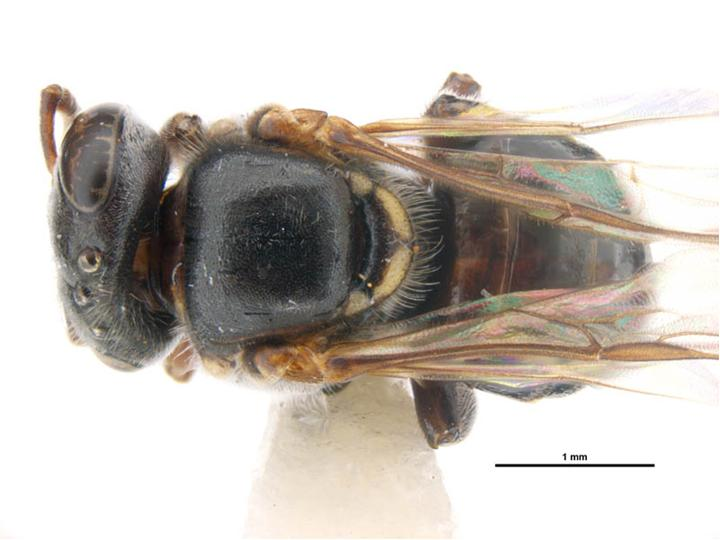
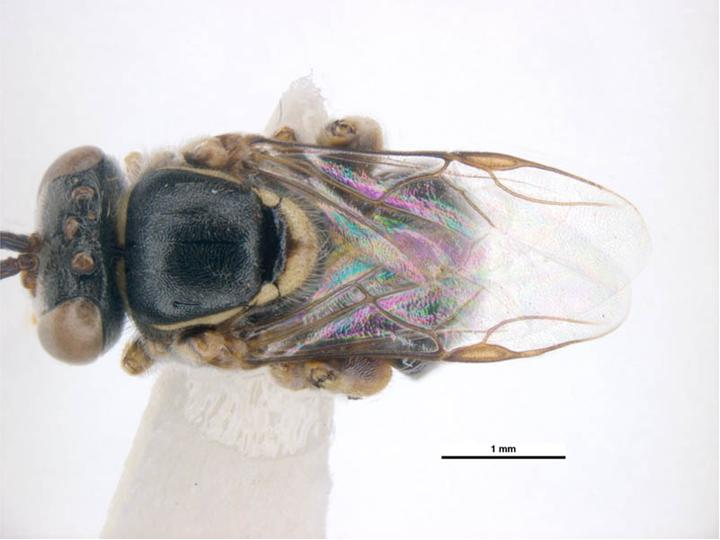